# Gemeindepräsident
Ein Gemeindepräsident (je nach Kanton auch Gemeind(e)ammann, Stadtammann, (Bezirks-)Hauptmann oder Stadtpräsident genannt) ist das von den Stimmbürgern einer Gemeinde gewählte Oberhaupt einer schweizerischen politischen Gemeinde.

## Kantonalrechtliche Terminologie
Im Kanton Freiburg lautet die Amtsbezeichnung Ammann, im Kanton Aargau Gemeindeammann beziehungsweise Stadtammann. Gemeindeammann galt früher auch in den Kantonen Solothurn (bis 1992), St. Gallen (bis 2002) und Thurgau (bis 2014), in älterer Zeit auch in andern Kantonen, so in Zürich bis 1875. In Engelberg heisst der Gemeindepräsident Talammann. Im Kanton Graubünden sind verschiedene Bezeichnungen gebräuchlich: Die meisten deutschsprachigen Gemeinden haben einen Gemeindepräsidenten, aber in der Landschaft Davos, die früher zugleich einen Kreis bildete, trägt dieser den sonst den Kreispräsidenten zukommenden Titel Landammann, und Thusis hat einen Gemeindeammann. Auch der Kanton Bern kennt nicht nur die Bezeichnung Gemeindepräsident: In einigen Gemeinden obliegt die Leitung der Exekutive dem Gemeinderatspräsidenten; daneben gibt es einen Gemeindepräsidenten, der die Gemeindeversammlung, also die Legislative, leitet.
In den französischsprachigen Gegenden des Kantons Freiburg und im Kanton Waadt nennt man ihn Syndic, in den französischsprachigen Gebieten des Kantons Bern, im Kanton Jura und im Kanton Genf Maire und im Kanton Tessin schliesslich Sindaco.
Im Kanton Appenzell Innerrhoden trägt der Präsident den Titel Bezirkshauptmann oder kurz Hauptmann, da dort die Bezirke den politischen Gemeinden entsprechen. Im Kanton Appenzell Ausserrhoden wurde die Amtsbezeichnung Hauptmann 1998 durch Gemeindepräsident(in) ersetzt.
| Kanton                 | Bezeichnung aktuell | Bezeichnungen historisch |
| ---------------------- | --- | ------------------------ |
| Aargau                 | Gemeindeammann, Stadtammann | –                        |
| Appenzell Innerrhoden  | Bezirkshauptmann oder Hauptmann | –                        |
| Appenzell Ausserrhoden | Gemeindepräsident(in) | Hauptmann bis 1998       |
| Baselland              | Gemeindepräsident(in), Stadtpräsident(in) | –                        |
| Basel-Stadt            | Gemeindepräsident(in) (nur Riehen und Bettingen), in der Stadt Basel funktionell entsprechend: Regierungspräsident(in) (zugleich Präsident der Kantonsregierung)                                                                                  | –                        |
| Bern                   | DE: Gemeindepräsident(in), Gemeinderatspräsident(in), Stadtpräsident(in)<de />FR: Maire | –                        |
| Freiburg               | DE: Ammann, Gemeindeammann FR: Syndic | –                        |
| Genf                   | Maire | –                        |
| Glarus                 | Gemeindepräsident(in) | –                        |
| Graubünden             | DE: Gemeindepräsident(in), Stadtpräsident(in), Gemeindeammann, Landammann IT: Sindaco (Misox, Bergell), Podestà (Puschlav) Rumantsch: President cumünel (Puter), President cumünal (Vallader), Mastral (Surmiran), President communal (Sursilvan) | –                        |
| Jura                   | Maire | –                        |
| Luzern                 | Gemeindepräsident(in), Stadtpräsident(in) | –                        |
| Neuenburg              | Président(e) | –                        |
| Nidwalden              | Gemeindepräsident(in) | –                        |
| Obwalden               | Gemeindepräsident(in), in Engelberg Talammann | –                        |
| St. Gallen             | Gemeindepräsident(in), Stadtpräsident(in) | Gemeindeammann bis 2002  |
| Schaffhausen           | Gemeindepräsident(in), Stadtpräsident(in) | –                        |
| Schwyz                 | Gemeindepräsident(in), Bezirksammann (Einsiedeln, Gersau) | –                        |
| Solothurn              | Gemeindepräsident(in) | Gemeindeammann bis 1992  |
| Thurgau                | Gemeindepräsident(in), Stadtpräsident(in) | Gemeindeammann bis 2014  |
| Tessin                 | Sindaco | –                        |
| Waadt                  | Syndic | –                        |
| Wallis                 | DE: Gemeindepräsident(in), Stadtpräsident(in) FR: Président(e) | –                        |
| Zug                    | Gemeindepräsident(in), Stadtpräsident(in) | –                        |
| Zürich                 | Gemeindepräsident(in), Stadtpräsident(in) | Gemeindammann 1855–1875  |

### Gemeindeammann in anderer Bedeutung
In den Kantonen Zürich und Luzern ist der Stadt- bzw. der Gemeindeammann nicht mit dem Stadt- bzw. Gemeindepräsidenten identisch. Vielmehr ist er in Zürich ein Organ der Rechtspflege für spezielle Aufgaben, insbesondere für die zivilrechtliche Vollstreckung, und amtet deshalb unter anderem als Betreibungsbeamter. In Luzern ist der Gemeindeammann ein Mitglied der Gemeindeexekutive, das insbesondere für das Finanzwesen zuständig ist.

## Geschichte
Vorläufer des Amtes des Gemeindepräsidenten entstanden mit dem Aufbau einer beschränkten Gemeindeautonomie im Hochmittelalter. Der oberste Amtsträger war der Ammann, in den Städten der Schultheiss, in manchen Fällen auch ein Vogt, Untervogt oder Meier. Dieser Funktionsinhaber wurde je nach politischem System (Stadtregime oder Landkanton) vom Patriziat in den Stadtkantonen eingesetzt oder von den Landleuten gewählt. Nach dem Franzoseneinfall wurde in der Helvetischen Republik das Gemeindewesen nach französischem Vorbild umstrukturiert, und der Begriff des Präsidenten wurde neu eingeführt. Diese Neuorganisation wurde nach dem Ende der Helvetik ab 1803 teilweise rückgängig gemacht, von den 1803 neu gegründeten Kantonen Aargau, Thurgau, St. Gallen, Waadt und Tessin jedoch weitergeführt. Nach dem Ende der Restaurationsphase und den liberalen Staatsumwälzungen der 1830er Jahre setzte sich zunehmend das Prinzip der demokratischen Wahl des Gemeindeoberhaupts durch die stimmberechtigten Männer durch, wobei in einigen Kantonen die traditionelle Bezeichnung Gemeindeammann auf den modernen Gemeindepräsidenten übertragen wurde.
Das System eines exekutiven Rates (Kollegialbehörde, die in vielen Gemeinden Gemeinderat genannt wird) mit einem Gemeindepräsidenten an der Spitze hat sich in Analogie zu den kantonalen Regierungsbehörden fast schweizweit durchgesetzt und wird durch die jeweiligen kantonalen Gemeindegesetze geregelt. Als Ausnahme ist der Kanton Genf zu nennen, wo in kleinen Gemeinden unter 3000 Einwohnern der Maire alleiniges Exekutivorgan ist und es dementsprechend keinen Gemeinderat gibt.

## Funktionen und Aufgaben
Der Gemeindepräsident trägt die Verantwortung für die Leitung seiner Kollegialbehörde, ist also Präsident der Exekutive. Ihm obliegt weiter der Vollzug der übergeordneten Gesetzgebung von Bund und Kantonen, wo dieser den Gemeinden zufällt, sowie aller von der Gemeinde erlassenen Reglemente. Weiter fungiert der Gemeindepräsident in kleineren Gemeinden in der Regel gleichzeitig als Vorsitzender der Gemeindeversammlung, des obersten Legislativorgans einer politischen Gemeinde; die personelle Gewaltenteilung gilt hier also nicht.
Die Wahl des Gemeindepräsidenten erfolgt meist durch Urnenwahl bzw. Wahl in der Gemeindeversammlung oder indirekt durch das Gemeindeparlament. Die Amtszeit variiert zwischen zwei und fünf Jahren. Im Kanton Freiburg konstituiert sich der vom Volk gewählte Gemeinderat selbst, wählt also auch den Gemeindepräsidenten. 
Der Gemeindepräsident hat oft eine starke Machtposition, da er sowohl dem Gemeinderat vorsteht, wie auch die Leitung der Gemeindeversammlung und der Verwaltung innehat. Die Komplexität und zunehmende Aufgabenvielfalt moderner Gemeinden verlangt grosses fachliches Wissen, zeitliches Engagement und persönlichen Einsatz, was oft nicht mehr von einem Milizpräsidenten geleistet werden kann. Es besteht daher die Tendenz zum Vollamt; Gemeindepräsident wird vermehrt zu einem Beruf.

## Sonstiges
Der amtsälteste Gemeindepräsident der Schweiz war bis 2024 in der Walliser Gemeinde Bister tätig, wo Edwin Zeiter ab 1976 als Gemeindepräsident amtete.

## Nachweise
1. ↑  Gesetz vom 25. September 1980 über die Gemeinden, Art. 58.
2. ↑  Gesetz über die Einwohnergemeinden vom 19. Dezember 1978, § 16.
3. ↑  Der Begriff «Gemeindammann» [sic] wurde mit dem Gemeindegesetz von 1855 eingeführt, von demjenigen von 1866 bestätigt und schliesslich mit dem Gemeindegesetz von 1875 durch den Begriff «Gemeindepräsident» ersetzt. Allerdings kannten schon die beiden 1831 erlassenen Gesetze «über die Gemeindsverwaltung» und «über die Gemeindsversammlungen» den Begriff «Gemeindspräsident» [sic]. Zu den jeweiligen Gesetzen siehe die seit 1803 erscheinende Offizielle Sammlung der Gesetze, Beschlüsse und Verordnungen des Eidgenössischen Standes Zürich, auch online über die Homepage des Zürcher Staatsarchivs.
4. ↑  Stefan Hess: Gemeindepräsidium, in: Gemeinde Lexikon Riehen.
5. ↑  Seit 1976 im Dienst. Der amtsälteste Gemeindepräsident der Schweiz tritt ab. In: srf.ch. 5. Oktober 2024, abgerufen am 5. Oktober 2024.